# Merkhah Al Ulya (huyện)
Huyện Merkhah Al Ulya là một huyện thuộc tỉnh Shabwah, Yemen. Đến thời điểm năm 2003, huyện này có dân số 32278 người